# Mateusz (Samknułow)
Mateusz, imię świeckie Giennadij Anatoljewicz Samknułow (ur. 15 lutego 1971 w Sławogradzie) – rosyjski biskup prawosławny.

## Życiorys
Ukończył studia matematyczne na Białoruskim Uniwersytecie Państwowym w 1993. Trzy lata później wstąpił jako posłusznik do Szartomskiego Monasteru św. Mikołaja we Wwiedienju. 24 lipca 1997 został wyświęcony na diakona, zaś 30 listopada tego samego roku – na kapłana. Wieczyste śluby mnisze złożył 28 marca 1998, przyjmując imię zakonne Mateusz na cześć św. Mateusza Ewangelisty.  W latach 2003–2005 uczył się w seminarium duchownym w Iwanowie, od 2000 do 2005 studiował religioznawstwo na Uniwersytecie Pedagogicznym w Szui. 
Od 2005 wykładał w Prawosławnym Instytucie Teologicznym w Iwanowie oraz w seminarium duchownym w tym samym mieście; w seminarium do 2014 był kierownikiem katedry Pisma Świętego. W 2006 mianowano go przełożonym placówki filialnej macierzystego monasteru funkcjonującej przy cerkwi Ikony Matki Bożej „Wszystkich Strapionych Radość” w Iwanowie. 
21 października 2016 Święty Synod Rosyjskiego Kościoła Prawosławnego nominował go na biskupa szujskiego i tiejkowskiego. W związku z tą decyzją pięć dni później otrzymał godność archimandryty. Jego chirotonia miała miejsce 2 grudnia 2016 w soborze Chrystusa Zbawiciela w Moskwie pod przewodnictwem patriarchy moskiewskiego i całej Rusi Cyryla.
W 2023 r. został przeniesiony na katedrę achtubińską i jenotajewską.